# Slag bij Zusmarshausen
De slag bij Zusmarshausen was een veldslag die op 17 mei 1648 werd uitgevochten tussen Frankrijk en Zweden enerzijds en anderzijds Beieren en het Heilige Roomse Rijk. De slag vond plaats in de laatste fase van de Dertigjarige Oorlog en resulteerde in een Frans-Zweedse overwinning.

## Aanloop
Peter Melander had de opdracht gekregen om te voorkomen dat het Franse leger van Turenne zich niet zou kunnen voegen bij het Zweedse leger van Carl Gustaf Wrangel. Eind 1647 bevond Wrangel zich bij de Wezer en Turenne bevond zich bij de Boven-Rijn. In februari wist het Franse leger de Rijn over te steken en zich te voegen bij het leger van Wrangel. Melanders leger was aanzienlijk kleiner dan dat van het Frans-Zweedse leger en daarom trok hij zich terug naar veilige posities en regio's die zijn leger konden voeden. Weldra ontstond er het idee bij Turenne en Wrangel om de Donau richting Beieren te volgen en mogelijk door te gaan naar Wenen. Melander was genoodzaakt deze opmars te stuiten en stak hij bij Donauwörth de rivier over. Op 10 mei bereikten de Fransen en Zweden de Donau en op 17 mei ontmoetten de tegenstanders elkaar vlak bij Augsburg.

## Slag
De slag begon omstreeks 7:30 in de ochtend. Raimondo Montecuccoli had de opdracht gekregen om de vijand te vertragen met de ruim drieduizend man die hij had. Montecuccoli wist de eerste Zweedse aanval af te slaan en was ook succesvol in een tegenaanval waarin hij veel gevangenen maakte. Ondertussen werden de Franse en Zweedse stellingen versterkt door de komst van meer soldaten op het slagveld. Hierop namen de keizerlijke troepen de posities op een paar heuvels in waarvandaan ze gemakkelijk het vuur konden openen op hun vijand. Door de aanwezigheid van bossen en moerassen was het lastig om cirkelbewegingen en andere tactische finesses uit te voeren op het slagveld.
Melander gaf aan Gronsfeld het bevel om de rest van het leger in slagorde op te stellen terwijl hij Montecuccoli zou bijstaan in het vertragen van de tegenstander. Montecuccoli's stellingen werden reeds door verschillende kanten aangevallen en terwijl Melander zich hierbij voegde, werd hij door een schot in het bovenlichaam getroffen. Zijn soldaten wisten hem uit het krijgsgewoel te redden en over te brengen naar Augsburg, maar aldaar overleed hij aan zijn verwondingen.
Nadat de Fransen en Zweden hun net veroverde posities hadden versterkt begonnen ze met de beschietingen van de stellingen van Gronsfeld. De artilleriebeschietingen van beide partijen zouden de hele middag aanhouden, maar bij het vallen van de avond trok Gronsfeld zich terug naar Augsburg. Hij dekte zijn aftocht door de vuren in het kamp zo lang mogelijk te laten branden en ook de kanonnen bleven bezig tot in de nacht.

## Nasleep
De keizerlijks en Beierse generaals waren erin geslaagd om hun legers te redden van het slagveld en konden nog kleine militaire operaties blijven uitvoeren. Door de uitblijvende overwinningen van het Keizerlijke leger deserteerden er veel soldaten en kromp het leger tot 5.000 soldaten. De slag droeg er tevens aan bij dat de adviseurs van keizer Ferdinand III druk op de hem uitvoerde om vrede te sluiten met de Fransen en Zweden. Die kwam later dat jaar tot stand met de Vrede van Westfalen.